# Lugaži (stacja kolejowa)
Lugaži – stacja kolejowa w pobliżu miejscowości Lugaži, w gminie Valka, na Łotwie. Znajduje się na linii Ryga – Valga. Jest łotewską stacją graniczną na granicy z Estonią.
Obsługuje też miasto Valka, gdzie nie znajduje się osobna stacja kolejowa (leży ona w estońskiej części miasta Valga).

## Historia
Stacja powstała w 1942 na potrzeby wojska. W 1992 została stacją graniczną.
W latach 1998–2008 pociągi kursujące na z Rygi nie przekraczały granicy i kończyły trasę na Lugaži. Obecnie ruch transgraniczny odbywa się, również w relacji Ryga – Tallinn.